# 伊豆蔵将太
伊豆蔵 将太（いずくら しょうた、1993年8月20日 - ）は、元名古屋テレビ放送（メ〜テレ）のアナウンサー。

## 来歴
神奈川県川崎市出身。早稲田実業学校中等部・高等部、早稲田大学卒業。大学在学時には早稲田大学アナウンス研究会 (WAK) で活動し、それと並行してテレビ朝日アスクにも通っていた。
大学を卒業後、2016年に名古屋テレビに入社。アナウンサーになり、定時ニュースとスポーツ中継を主に担当。3年目からは夕方のワイド番組『UP!』を、5年目からは朝の情報番組『ドデスカ!』を担当した。
サントリーへ転職のため、2022年6月30日付で名古屋テレビを退社した。

## 担当番組
- 全国高校野球選手権大会中継（朝日放送、2016年・2017年） - アルプススタンドリポート
- その他のスポーツ中継（サッカー[8]、全日本大学駅伝[9]、バスケットボール[10]など）
- UP! → アップ! - 「そのホンネ100人に聞きました！」担当[11]、中継担当[12]
- ドデスカ! - エンタメ担当[8]